# Лейтон, Джек
Достопочтенный Джон Ги́лберт «Джек» Ле́йтон (англ. John Gilbert «Jack» Layton; 18 июля 1950, Монреаль, Квебек — 22 августа 2011) — канадский политик, со 2 мая 2011 года лидер официальной оппозиции в Палате общин Канады. В 1980-е и 1990-е годы он был торонтским муниципальным советником, а с 2003 года был главой левой Новой демократической партии Канады (НДП).

## Опыт
Лейтон родился в Монреале в 1950, а вырос в городе Удсоне в Квебеке. Его семья вела очень активную общественную жизнь. Его прадед был слепым и вместе со своей женой в 1930-е руководил кампанией в поддержку пенсий по инвалидности для слепых.
Его дед Гилберт Лейтон был членом совета министров в квебекском правительстве Национального союза Мориса Дюплесси, но ушёл в отставку со своего провинциального министерского поста из принципиальных соображений. Его отец Роберт Лейтон был консервативным депутатом правительства Брайана Малруни, и его родственники посвятили очень много времени работе на общественных началах.
Когда Джек Лейтон был студентом университета Макгилла (одним из преподавателей, оказавших сильнейшее влияние на него, был Чарльз Тейлор), ему удалось организовать жилищные кооперативы для студентов. С того времени проблема жилья, доступного для всех, стала ключевой идеей его политической деятельности. Вдохновлённый смелой позицией Томми Дугласа в отношении прав человека во время Октябрьского кризиса, в 1970 г. Лейтон вступил в НДП.

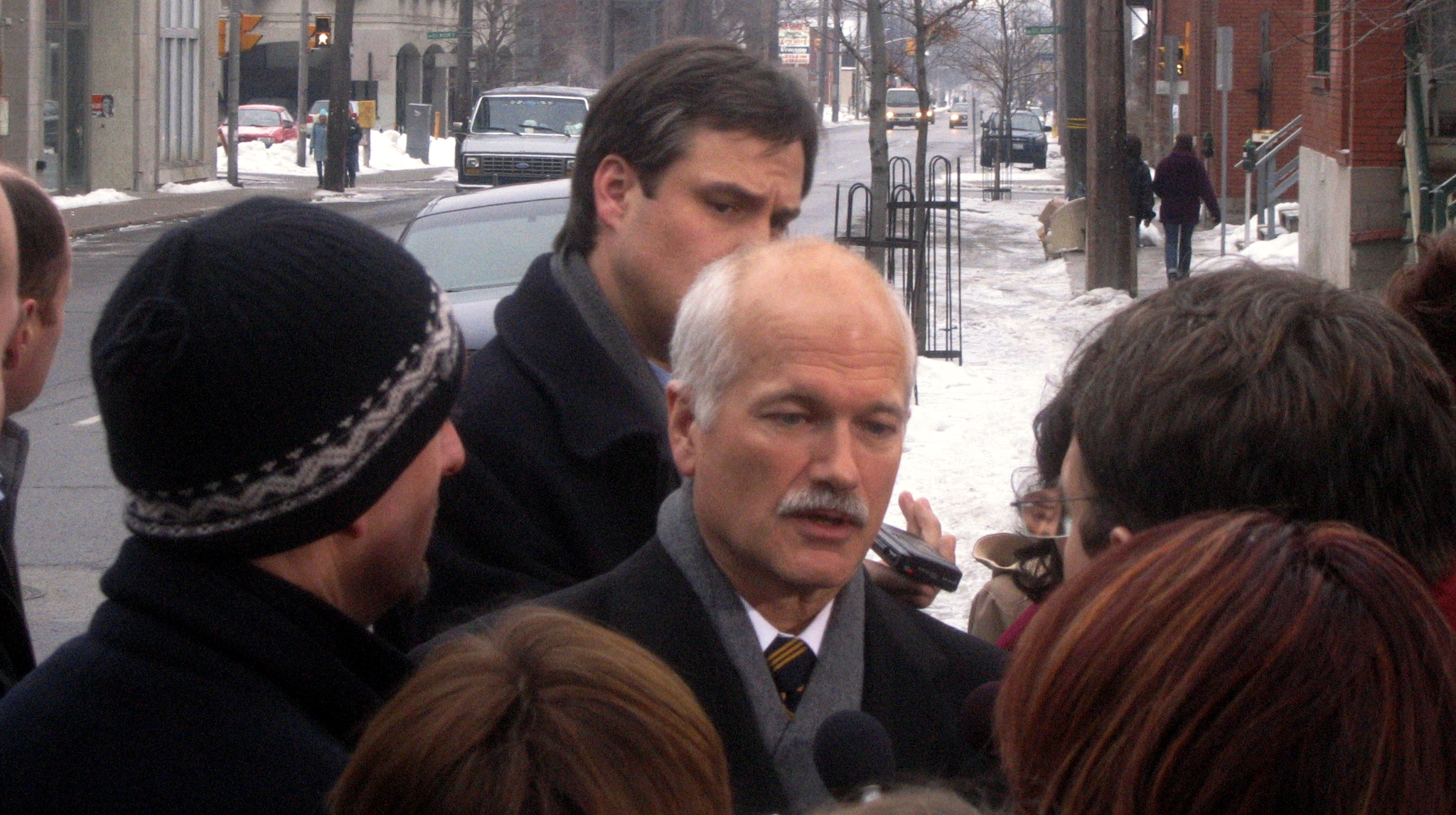
Джек Лейтон во время предвыборной кампании в 2006

Он продолжил своё обучение заграничным инвестициям и государственной политике в Йоркском университете, получил докторскую степень в 1984. Преподавал в различных канадских университетах, в том числе в Торонтском.
Шесть раз Джека Лейтона выбирали в Муниципальный совет Торонто; таким образом, его опыт в управлении крупным городским центром составил более двадцати лет. Являясь с 2003 главой Новой демократической партии (НДП), на досрочных федеральных выборах 2 мая 2011 он добился для неё лучшего результата за всю её историю: 30 % голосов и 103 депутата из 308, благодаря чему она стала новой официальной оппозицией.
Его жена Оливия Чау — бывший муниципальный советник Торонто и новодемократический федеральный депутат от округа Тринити — Спадайна. Лейтон принадлежал к Объединённой церкви Канады.
В пятницу 5 января 2010 г. Джек Лейтон объявил, что лечится от рака предстательной железы. Через пять месяцев он объявил, что чувствует себя хорошо, несмотря на заметную потерю веса. На пресс-конференции 25 июля 2011 г. Джек Лейтон объявил, что страдает от новой злокачественной опухоли; он заявил, что временно уходит со своего поста главы НДП для лечения этой новой болезни. Джек Лейтон воздержался от дополнительных комментариев, но появился на конференции сильно похудевшим и с хриплым голосом. Утром 22 августа 2011 года было сообщено о том, что Джек Лейтон скончался.